# Wayne Embry
Wayne Richard Embry (Springfield, 26 marzo 1937) è un ex cestista e dirigente sportivo statunitense, professionista nella NBA e membro del Naismith Memorial Basketball Hall of Fame dal 1999 in qualità di contributore.

## Carriera
Venne selezionato dai St. Louis Hawks al terzo giro del Draft NBA 1958 (22ª scelta assoluta).

## Palmarès

### Giocatore
- Campionato NBA: 1

Boston Celtics: 1968
- 5 volte NBA All-Star (1961, 1962, 1963, 1964, 1965)

### Dirigente
- 2 volte NBA Executive of the Year (1992, 1998)